# Saint-Martin-d'Août
Saint-Martin-d'Août is een gemeente in het Franse departement Drôme (regio Auvergne-Rhône-Alpes) en telt 327 inwoners (2004). De plaats maakt deel uit van het arrondissement Valence.

## Geografie
De oppervlakte van Saint-Martin-d'Août bedraagt 7,6 km², de bevolkingsdichtheid is 43,0 inwoners per km².

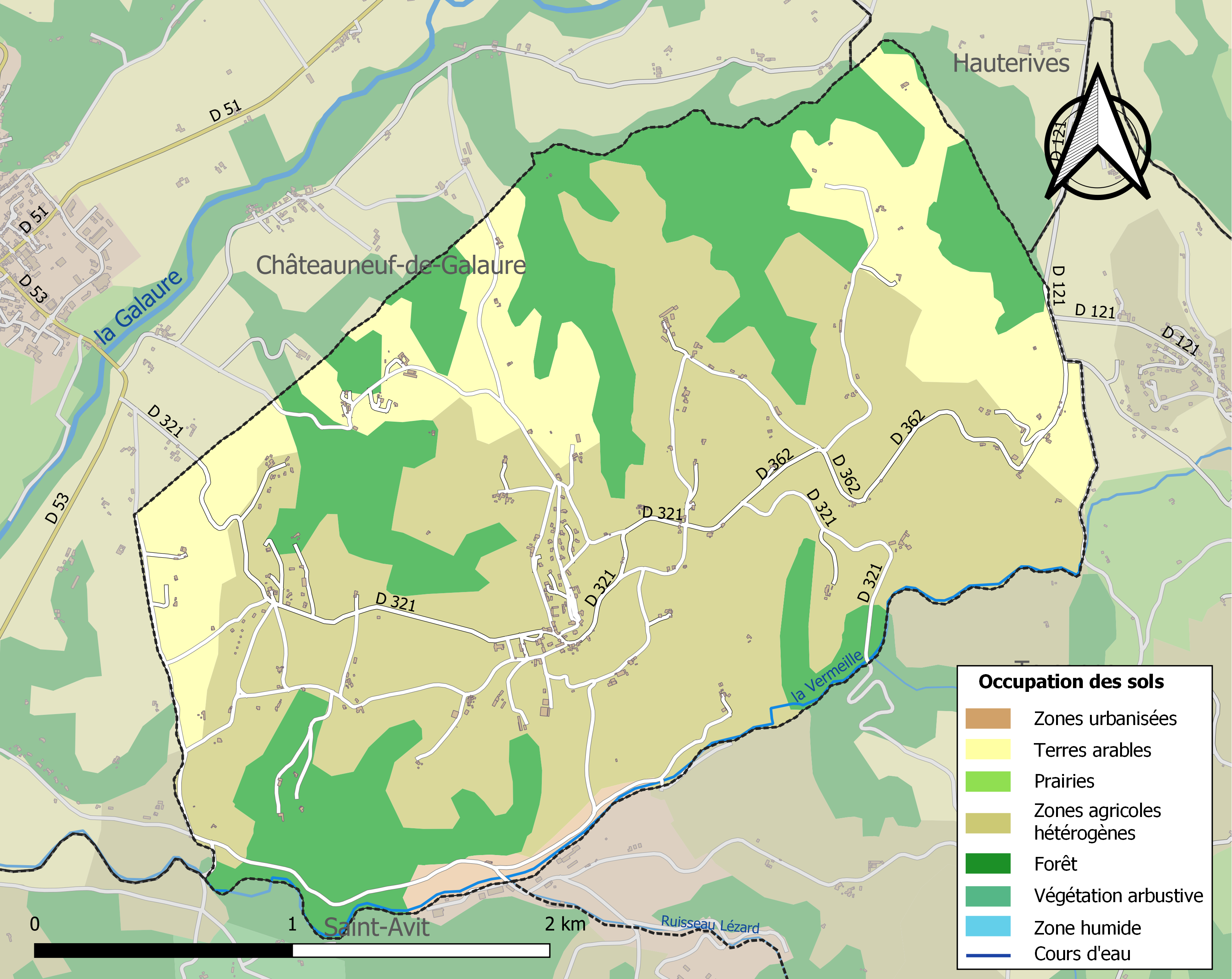
Kaart van de gemeente met belangrijkste infrastructuur, bodemgebruik en omliggende gemeenten

## Demografie
Onderstaande figuur toont het verloop van het inwonertal (bron: INSEE-tellingen).